# TVyNovelas-díj
A TVyNovelas-díj (angolul: TVyNovelas Awards, spanyolul: Premios TVyNovelas) a Televisa és a TVyNovelas magazin minden évben kiosztott díja a legjobb mexikói televíziós sorozatoknak, különösen a telenovelláknak díjazzák. A díjat a következő kategóriákban osztják ki: Az év legjobb telenovellája, Az év legjobb színésznője, Az év legjobb színésze, A legjobb férfi gonosz, A legjobb női gonosz, A legjobb fiatal színésznő, A legjobb új színész, A legjobb új színésznő. A telenovellák világában ez jelentős elismerésnek számít. 2002-ben, 20 tiszteletbeli díjat is adományozott 20 előadóművészek (a legjobb minden évben), amikor a díjátadó a 20. évfordulóját ünnepli.
A díjátadót a Televisa révén az Univision is közvetíti az Egyesült Államokban.

## Az év legjobb telenovellája
- 1983 – El derecho de nacer
- 1984 – Bodas de odio
- 1985 – La traición
- 1986 – Vivir un poco
- 1987 – Cuna de lobos
- 1988 – Quinceañera
- 1989 – Amor en silencio
- 1990 – Mi segunda madre & Teresa
- 1991 – Alcanzar una estrella
- 1992 – Cadenas de amargura
- 1993 – De frente al Sol
- 1994 – Corazón salvaje
- 1995 – Imperio de cristal
- 1996 – Lazos de amor
- 1997 – Cañaveral de pasiones
- 1998 – Esmeralda
- 1999 – Titkok és szerelmek (El privilegio de amar)
- 2000 – Julieta (Laberintos de pasión)
- 2001 – María del Carmen (Abrázame muy fuerte)
- 2002 – Az ősforrás (El manantial)
- 2003 – La otra
- 2004 – Tiszta szívvel (Amor real)
- 2005 – Rubí, az elbűvölő szörnyeteg (Rubí)
- 2006 – Alborada
- 2007 – Lety, a csúnya lány (La fea más bella)
- 2008 – Szerelempárlat (Destilando amor)
- 2009 – Fuego en la sangre
- 2010 – Hasta que el dinero nos separe
- 2011 - Para volver a amar
- 2012 - La fuerza del destino (A végzet hatalma)
- 2013 - Por ella soy Eva
- 2014 - Rabok és szeretők (Amores verdaderos)
- 2015 - Szerelem ajándékba (Mi corazón es tuyo)
- 2016 - Szeretned kell! (Pasión y Poder)
- 2017 - La candidata

## Az év legjobb színésznője
- 1983 – Silvia Pinal
- 1984 – Christian Bach
- 1985 – Susana Alexander
- 1986 – Angélica Aragón
- 1987 – Maria Rubio
- 1988 – Verónica Castro
- 1989 – Christian Bach
- 1990 – María Sorté
- 1991 – Verónica Castro
- 1992 – Diana Bracho
- 1993 – María Sorté
- 1994 – Edith González
- 1995 – Rebecca Jones
- 1996 – Lucero
- 1997 – Daniela Castro
- 1998 – Angélica Aragón
- 1999 – Helena Rojo
- 2000 – Leticia Calderón
- 2001 – Lucero
- 2002 – Adela Noriega
- 2003 – Yadhira Carrillo
- 2004 – Adela Noriega
- 2005 – Bárbara Mori
- 2006 – Lucero
- 2007 – Angélica Vale
- 2008 – Angélica Rivera
- 2009 – Blanca Guerra
- 2010 – Itatí Cantoral
- 2011 - Angelique Boyer
- 2012 - Sandra Echeverría
- 2013 - Victoria Ruffo
- 2014 - Erika Buenfil
- 2015 - Adriana Louvier
- 2016 - Maite Perroni
- 2017 - Angelique Boyer

## Az év legjobb színésze
- 1983 – Jorge Martínez de Hoyos
- 1984 – Ernesto Alonso
- 1985 – Sergio Jiménez
- 1986 – Humberto Zurita
- 1987 – Gonzalo Vega
- 1988 – Guillermo Capetillo
- 1989 – Arturo Peniche
- 1990 – Héctor Bonilla
- 1991 – Eduardo Yáñez
- 1992 – Humberto Zurita
- 1993 – Alfredo Adame
- 1994 – Eduardo Palomo
- 1995 – Ari Telch
- 1996 – Luis José Santander
- 1997 – Juan Soler
- 1998 – Fernando Colunga
- 1999 – Andrés García
- 2000 – Francisco Gattorno
- 2001 – Fernando Colunga
- 2002 – Mauricio Islas
- 2003 – Juan Soler
- 2004 – Fernando Colunga
- 2005 – Eduardo Santamarina
- 2006 – Fernando Colunga
- 2007 – Eduardo Yáñez
- 2008 – Eduardo Yáñez
- 2009 – Alejandro Camacho
- 2010 – Pedro Fernández
- 2011 - Fernando Colunga
- 2012 - Jorge Salinas
- 2013 - David Zepeda
- 2014 - Juan Diego Covarrubias
- 2015 - Sebastián Rulli
- 2016 - Pablo Lyle
- 2017 - Sebastián Rulli

## A legjobb férfi gonosz
- 1983 – Miguel Palmer – Al final del arcoiris
- 1984 – Humberto Zurita – El maleficio
- 1985 – Sergio Jiménez – La traición
- 1986 – Enrique Álvarez Félix – De pura sangre
- 1987 – Alejandro Camacho – Cuna de lobos
- 1988 – Sebastian Ligarde – Quinceanera
- 1989 – Enrique Rocha – Pasión y poder
- 1990 – Fernando Ciangherotti – Mi segunda madre
- 1991 – Enrique Rocha – Yo compro esa mujer
- 1992 – Gonzalo Vega – En carne propia
- 1993 – José Elías Moreno – De frente al sol
- 1994 – Sebastian Ligarde – Entre la Vida y la Muerte
- 1995 – Alejandro Camacho – Imperio de cristal
- 1996 – Salvador Sánchez – La dueña
- 1997 – Roberto Ballesteros – Cañaveral de pasiones
- 1998 – Héctor Suárez Gomís – Salud, dinero y amor
- 1999 – Enrique Rocha – Titkok és szerelmek (El privilegio de amar)
- 2000 – Manuel Ojeda – Julieta (Laberintos de pasión)
- 2001 – César Évora – María del Carmen (Abrázame muy fuerte)
- 2002 – Alejandro Tommasi – Az ősforrás (El manantial)
- 2003 – Enrique Rocha – A szerelem ösvényei (Las vías del amor)
- 2004 – Héctor Suárez – Velo de novia
- 2005 – Fabián Robles – Apuesta por un amor
- 2006 – Sergio Goyri – Piel de otoño
- 2007 – César Évora – Mundo de fieras
- 2008 – Sergio Sendel – Szerelempárlat (Destilando amor)
- 2009 – Guillermo García Cantú – Fuego en la sangre
- 2010 – David Zepeda – Kettős játszma (Sortilegio)
- 2011 -  Juan Carlos Barreto - Para volver a amar
- 2012 - Juan Ferrara - A végzet hatalma (La fuerza del destino)
- 2013 - Marcelo Córdoba - Por ella soy Eva
- 2014 - Manuel Ojeda - A vihar (La tempestad)
- 2015 - Flavio Medina - Yo no creo en los hombres
- 2016 - Fernando Colunga - Szeretned kell! (Pasión y Poder)
- 2017 - Juan Carlos Barreto - La candidata

## A legjobb női gonosz
- 1983 – Silvia Pasquel – El amor nunca muere
- 1984 – Rocío Banquells – Bianca Vidal
- 1985 – Rebeca Rambal – Guadalupe
- 1986 – Rebecca Jones – El ángel caído és Úrsula Prats – Tú o nadie
- 1987 – María Rubio – Cuna de lobos
- 1988 – Laura Zapata – Rosa salvaje
- 1989 – Margarita Sanz – Amor en silencio
- 1990 – Susana Dosamantes – Morir para vivir
- 1991 – Rosa Maria Bianchi – Mi pequeña Soledad
- 1992 – Cynthia Klitbo – Cadenas de amargura
- 1993 – Laura Zapata – María Mercedes
- 1994 – Diana Bracho – Capricho
- 1995 – María Rubio – Imperio de cristal
- 1996 – Itatí Cantoral – María (María la del barrio)
- 1997 – Chantal Andere – Sentimientos ajenos
- 1998 – Eugenia Cauduro – Alguna vez tendremos alas
- 1999 – Cynthia Klitbo – Titkok és szerelmek (El privilegio de amar)
- 2000 – Mónika Sánchez – Julieta (Laberintos de pasión)
- 2001 – Nailea Norvind – María del Carmen (Abrázame muy fuerte)
- 2002 – Itatí Cantoral – Sin pecado concebido
- 2003 – Sasha Montenegro – A szerelem ösvényei (Las vías del amor)
- 2004 – Angélica Rivera – Mariana de la noche
- 2005 – Helena Rojo – A liliomlány (Inocente de ti)
- 2006 – Daniela Romo – Alborada
- 2007 – Edith González – Mundo de fieras
- 2008 – Chantal Andere – Szerelempárlat (Destilando amor)
- 2009 – Diana Bracho – Fuego en la sangre
- 2010 – Leticia Calderón – A szerelem nevében (En nombre del amor)
- 2011 - Rocío Banquells - Időtlen szerelem (Cuando me enamoro)
- 2012 - Daniela Romo - Marichuy – A szerelem diadala (Triunfo del amor)
- 2013 - Leticia Calderón - A szív parancsa (Amor Bravío)
- 2014 - Marjorie de Sousa - Rabok és szeretők (Amores verdaderos)
- 2015 - Daniela Castro - Szerelem zálogba (Lo que la vida me robó)
- 2016 - Laura Carmine  - Ne hagyj el! (A que no me dejas)
- 2017 - Azela Robinson - Vino el amor

## A legjobb fiatal színész
- 2006 - Mauricio Aspe - A mostoha (La madrastra)
- 2007 - Imanol Landeta - Código postal
- 2009 - Eleazar Gómez - Caandy (Las tontas no van al cielo)
- 2010 - José Ron - Los exitosos Pérez
- 2011 - Alfonso Dosal - Para volver a amar
- 2012 - Osvaldo de León - Una familia con suerte
- 2013 - Ferdinando Valencia - Por ella soy Eva
- 2014 - Alejandro Speitzer - Mentir para vivir
- 2015 - José Eduardo Derbez - Qué pobres tan ricos
- 2016 - Brandon Beniche - Que te perdone Dios
- 2017 - Polo Morín - Sueño de amor

## A legjobb fiatal színésznő
- 1985 – Victoria Ruffo – La Fiera
- 1986 – Luz María Jerez – Tú o nadie
- 1987 – Leticia Calderón – La indomable
- 1988 – Adela Noriega – Quinceañera
- 1989 – Erika Buenfil – Amor en silencio
- 1990 – Adela Noriega – Dulce desafió
- 1991 – Lucero – Cuando llega el amor
- 1992 – Daniela Castro – Cadenas de amargura
- 1993 – Thalía – María Mercedes
- 1994 – Lucero – Los parientes pobres
- 1995 – Kate del Castillo – Imperio de cristal
- 1996 – Ludwika Paleta – María (María la del barrio)
- 1997 – Verónica Merchant – Luz Clarita
- 1998 – Adela Noriega – María
- 1999 – Anahí – Mujeres engañadas
- 2000 – Karyme Lozano  – Tres mujeres
- 2001 – Ana Layevska  – Első szerelem (Primer amor)
- 2002 – Susana González – Entre el amor y el odio
- 2003 – Mayrín Villanueva – Nina mada mía
- 2004 – Jacqueline Bracamontes – Alegrijes y rebujos
- 2005 – Anahí – Rebelde
- 2006 – Dulce María – Rebelde
- 2007 – África Zavala – Código postal
- 2008 – Eiza González – Lola, érase una vez
- 2009 – Maite Perroni – Árva angyal (Cuidado con el ángel)
- 2010 – Danna Paola – Atrévete a soñar
- 2011 - Paulina Goto - Niña de mi corazón
- 2012 - Livia Brito - Marichuy – A szerelem diadala (Triunfo del amor)
- 2013 - Livia Brito - Bűnös vágyak (Abismo de pasión)
- 2014 - Sherlyn - Rabok és szeretők
- 2015 - Paulina Goto - Szerelem ajándékba (Mi corazon es tuyo)
- 2016 - Wendy González - Antes muerta que Lichita
- 2017 - Renata Notni - Sueño de amor

## A legjobb új színész
- 1986 – Sebastian Ligarde – Pobre juventud
- 2009 – Eddy Villard – Alma de hierro

## A legjobb új színésznő
- 1983 – Lucero – Chispita
- 1988 – Thalía – Quinceañera
- 1998 – Bárbara Mori – Női pillantás (Mirada de mujer)
- 2001 – Ana Layevska – Primer amor... a mil por hora
- 2002 – Susana González – Entre el amor y el odio
- 2008 – Eiza González – Lola, érase una vez
- 2009 – Zuria Vega – Alma de hierro
- 2010 - Samadhi Zendejas - Atrévete a soñar
- 2011 - Fátima Torre - Soy tu dueña
- 2012 - Alejandra García - Una familia con suerte
- 2012 - Laura Carmine - Ni contigo ni sin ti
- 2013 - Cassandra Sánchez Navarro - Corona de lágrimas

## Tiszteletbeli díj (2002)[1]
- 1987 – Sebastian Ligarde – Quinceanera